# 塚本徳臣
塚本 徳臣（つかもと のりちか、男性、1974年（昭和49年）2月4日 - ）は、日本の空手家（新極真会空手六段）。長崎県出身。新極真会世田谷・杉並支部（塚本道場）支部長。第6回・第10回世界大会王者。得意技はマッハ蹴り。

## 来歴
長崎県諫早市出身。内向的な性格を心配した父親の薦めで、8才の時に空手を始める。高校卒業後に上京し、極真会館東京城南川崎支部にて廣重毅に師事する。その後、分裂騒動で一時、松井派に籍を置くが、大山派が主催する第6回全世界空手道選手権大会に出場し、同大会で優勝したことで廣重の下を離れ、入来武久の道場（大山派〈現新極真会〉）に移籍する。第6回全世界空手道選手権大会で優勝、その後、33連勝の記録を成し遂げた。それまで主流であった下段回し蹴り中心の組手から、ギャリー・オニールと一緒に練習した時に、ギャリーステップをヒントにして会得した軽快なフットワークと、「マッハ蹴り」と称される変則回し蹴り・膝蹴り・かかと落とし・胴回し回転蹴りなど、派手な大技を主体とした組手で一本勝ちを積み重ねたことから、革命児と呼ばれた。
2000年12月の第32回全日本空手道選手権大会で、一度は決勝で鈴木国博を判定で下すも、ドーピング検査で大麻の陽性反応が発覚し、優勝は取り消され、一時出場停止処分を受けた。
2010年の第42回全日本空手道選手権大会では同大会5度目の優勝を果たすなど、30歳を過ぎても第一線で活躍した。さらに2011年の第10回全世界空手道選手権大会では、準決勝でロシア代表のローマン・ネステレンコに胴回し回転蹴りで一本勝ちするなどし、満37歳8か月にして15年越しに同大会にて2度目の優勝を果たした。
現在は、支部長として世田谷・杉並、八王子を中心に後進の指導にあたるかたわら、新極真会理事、日本代表選手団コーチとしても活動している。

## 人物
- 塚本理論（移動中に足を交差させる等）という独特な体術理論を持つ。
- 「K-1等の興行的なものには興味がない、ただただ強くなりたいのです」と雑誌のインタビューで答えたことがある。

## 成績

### 世界大会
- 1996年（平成8年）1月27・28日 第6回全世界空手道選手権大会（極真会館（大山智弥子館長）：現新極真会主催）優勝（史上最年少での戴冠）
- 1999年（平成11年）11月4・5日 第7回全世界空手道選手権大会（極真会館：現新極真会主催）出場
- 2003年（平成15年）10月4・5日 第8回全世界空手道選手権大会（新極真会主催）第7位
- 2007年（平成19年）10月13・14日 第9回全世界空手道選手権大会（新極真会主催）第7位
- 2011年（平成23年）10月22・23日 第10回全世界空手道選手権大会（新極真会主催）優勝（史上最年長での戴冠）

### ワールドカップ
- 1997年（平成9年）6月22日 第1回カラテワールドカップ（極真会館（大山智弥子館長）：現新極真会主催）重量級優勝
- 2005年（平成17年）6月18・19日 第3回カラテワールドカップ（新極真会主催）重量級第4位
- 2009年（平成21年）6月20・21日 第4回カラテワールドカップ（新極真会主催）重量級準優勝

### 全日本大会
- 1996年（平成8年）10月12・13日 第28回全日本空手道選手権大会（極真会館（大山智弥子館長）：現新極真会主催）優勝
- 1997年（平成9年）12月20・21日 第29回全日本空手道選手権大会（極真会館（大山智弥子館長）：現新極真会主催）優勝（2連覇）
- 2002年（平成14年）11月23・24日 第34回全日本空手道選手権大会（極真会館（緑代表）：現新極真会主催）準優勝
- 2004年（平成16年）11月27・28日 第36回全日本空手道選手権大会（新極真会主催）第6位
- 2006年（平成18年）10月21・22日 第38回全日本空手道選手権大会（新極真会主催）優勝（3度目）
- 2009年（平成21年）10月3・4日 第41回全日本空手道選手権大会（新極真会主催）優勝（4度目）
- 2010年（平成22年）10月30・31日 第42回全日本空手道選手権大会（新極真会主催）優勝（5度目、2度目の2連覇）

### 全日本ウエイト制大会
- 1998年（平成10年）7月25・26日 第15回全日本ウエイト制空手道選手権大会（極真会館（三瓶代表）：現新極真会主催）重量級優勝
- 2004年（平成16年）6月19・20日 第21回全日本ウエイト制空手道選手権大会（新極真会主催）重量級優勝
- 2008年（平成20年）5月19・20日 第25回全日本ウエイト制空手道選手権大会（新極真会主催）重量級第3位

## 著書
空手革命（2012年）ISBN 978-4777053339（ネコ・パブリッシング）